# Madre Gilda
Madre Gilda (Madregilda) è un film del 1993 diretto da Francisco Regueiro.